# Ramsjö
Ramsjö is een plaats in de gemeente Ljusdal in het landschap Hälsingland en de provincie Gävleborgs län in Zweden. De plaats heeft 177 inwoners (2005) en een oppervlakte van 64 hectare.

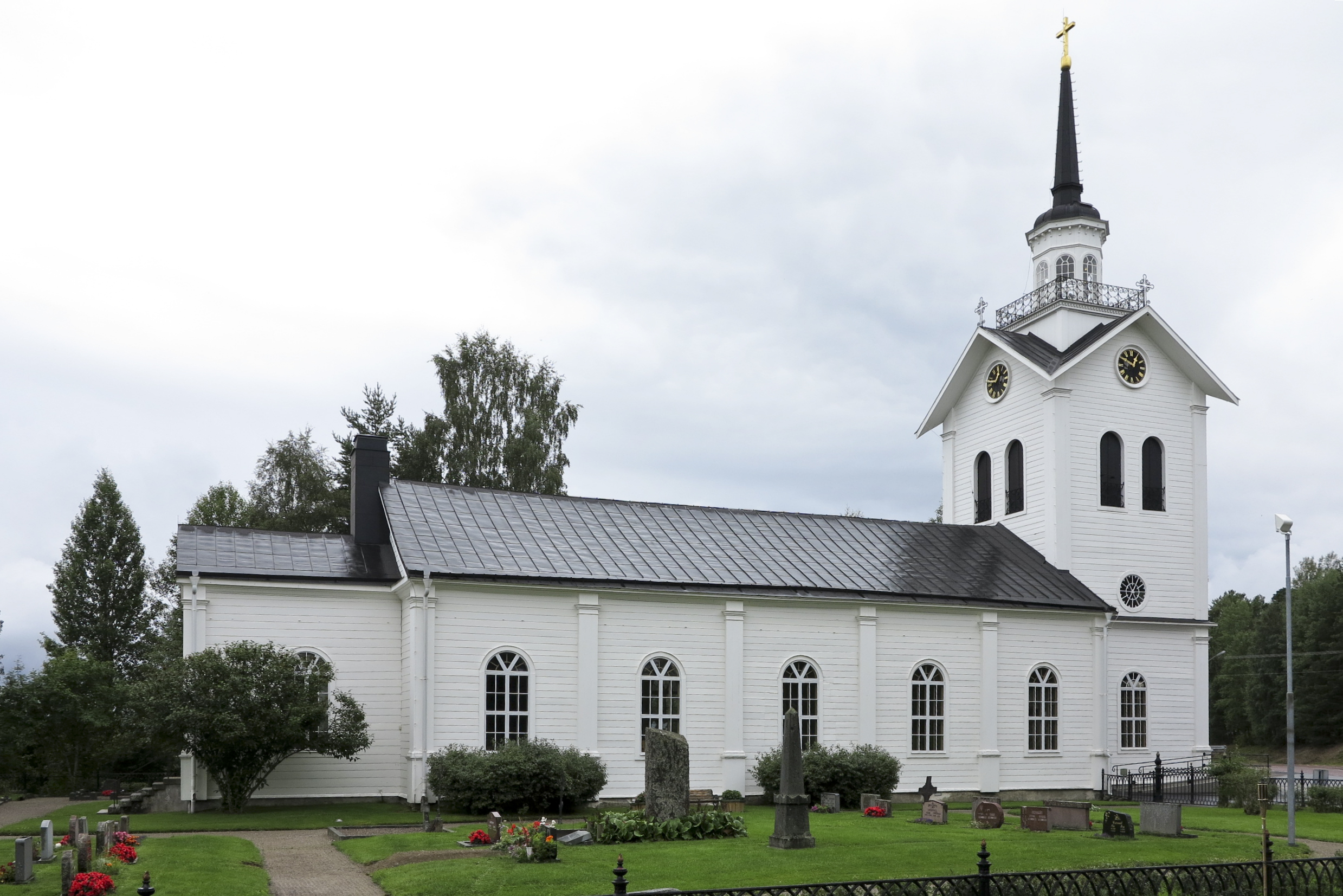
Kerk van Ramsjö